# Klapa s mora
I Klapa s mora sono un gruppo musicale croato. Si tratta di un gruppo vocale maschile di genere klapa.
Hanno partecipato all'Eurovision Song Contest 2013 tenutosi a Malmö con il brano Mižerja.

## Formazione
- Marko Škugor
- Ante Galić
- Nikša Antica
- Leon Bataljaku
- Ivica Vlaić
- Bojan Kavedžija